# Slobodan Mišković
Slobodan Mišković, född den 12 december 1944 i Krivoj Ploc, Jugoslavien, död den 4 juli 1997, var en jugoslavisk handbollsspelare.
Mišković tog OS-guld i herrarnas turnering i samband med de olympiska handbollstävlingarna 1972 i München.